# Aladim Luciano
Aladim Luciano, conosciuto semplicemente come Aladim (Barra Mansa, 10 ottobre 1946), è un ex calciatore brasiliano, di ruolo attaccante.

## Biografia
Lasciato il calcio giocato, oltre a gestire una panetteria Curitiba, milita nel Partido Verde, venendo anche eletto consigliere nella capitale paranaense.

## Caratteristiche tecniche
Di ruolo ala sinistra, Aladim era un giocatore tatticamente intelligente e dotato di un piede sinistro molto preciso.

## Carriera
Aladim entra nelle giovanili Bangu a partire dal 1962, entrando a far parte della prima squadra del 1963. Con gli Alvirrubro vince il Campionato Carioca 1966 ed il Torneio Início do Rio de Janeiro 1964.
Nell'estate 1967 con il Bangu disputò il campionato nordamericano organizzato dalla United Soccer Association: accadde infatti che tale campionato fu disputato da formazioni europee e sudamericane per conto delle franchigie ufficialmente iscritte al campionato, che per ragioni di tempo non avevano potuto allestire le proprie squadre. Il Bangu rappresentò gli Houston Stars, che concluse la Western Division al quarto posto finale.
Nel settembre 1970 viene ceduto al Corinthians perché il club si trovava in difficoltà economiche.
Nel 1973 passa al Coritiba, con cui vince quattro Campionato Paranaense. Nel 1978 ha una parentesi all'Athl. Paranaense, prima di tornare al Coritiba, con cui vince un altro campionato statale.
Tra il 1981 ed il 1983 milita nel Vitória e Colorado, prima di tornare per la terza ed ultima volta al Coritiba, ove chiuse la carriera nel 1984.

## Palmarès

### Competizioni statali
- Torneio Início do Rio de Janeiro: 1

Bangu: 1964
- Campionato Carioca: 1

Bangu: 1966
- Campionato Paranaense: 5

Coritiba: 1973, 1974, 1975, 1976, 1979